# Ей
Ей (англ. Yei) — город в Южном Судане, административный центр округа Ей (округ) в штате Центральная Экватория.

## Географическое положение
Город расположен на высоте 830 метров над уровнем моря.

## Демография
Население города по годам:
| 1973   | 1983   | 2010   |
| ------ | ------ | ------ |
| 11 932 | 23 418 | 85 986 |

## Религия
В городе есть католическая епархия.